# کلاپهام کامن
کلاپهام کامن (انگلیسی: Clapham Common) یک پارک در لندن، انگلستان است.
این پارک که در ناحیه کلاپهام در منطقه لمبت لندن قرار دارد دارای ۵۶ هکتار وسعت می‌باشد.

## نگارخانه

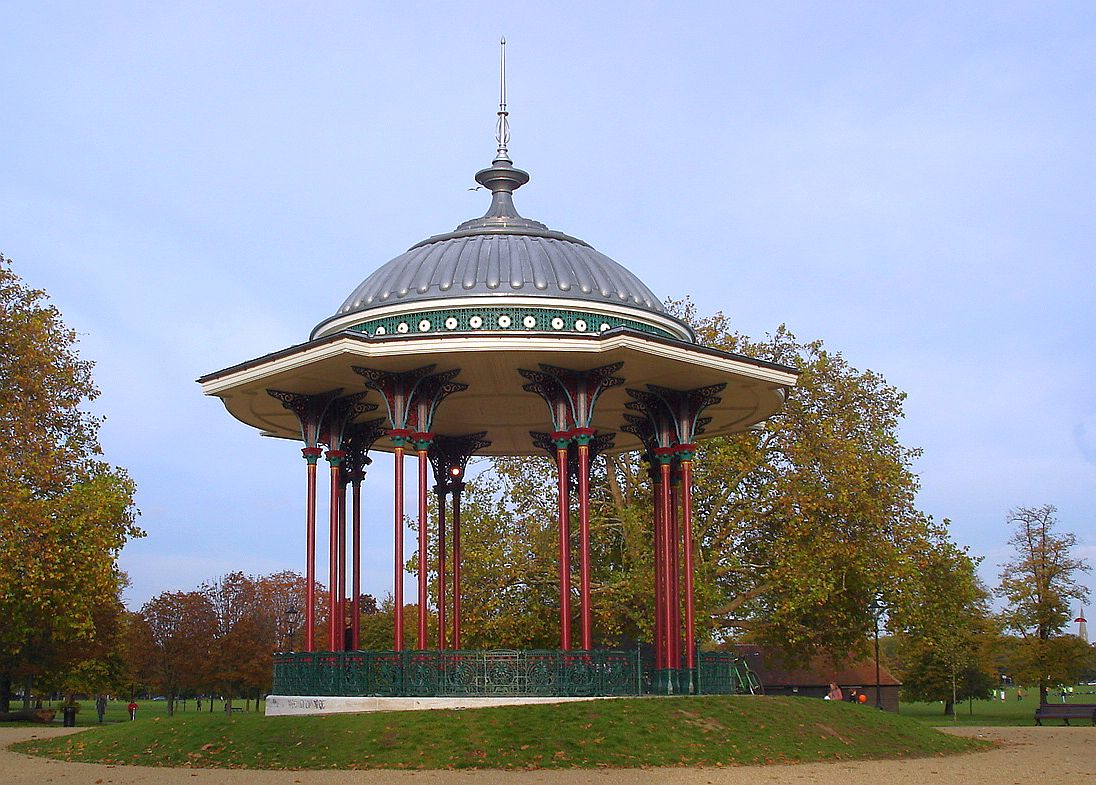
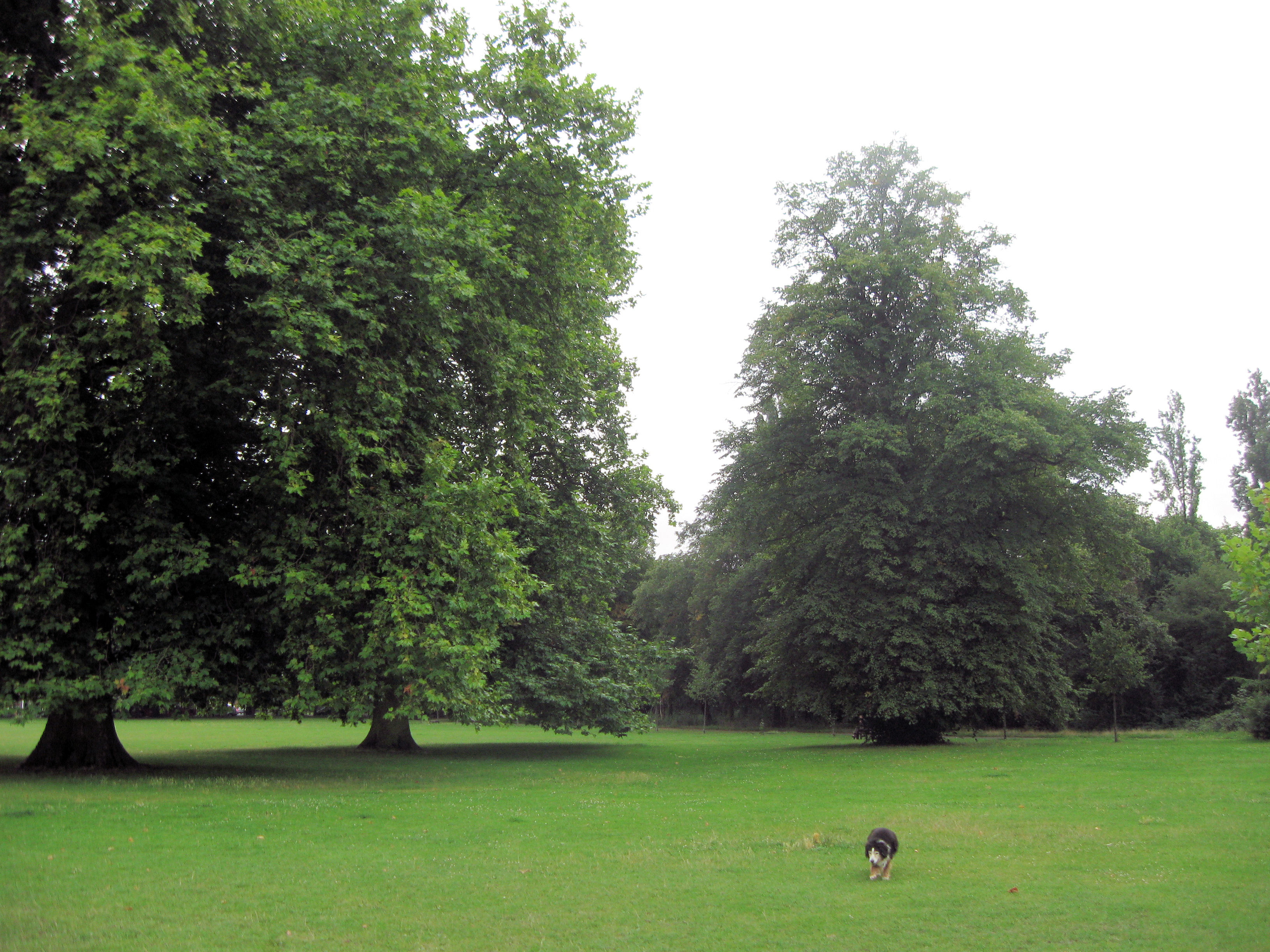
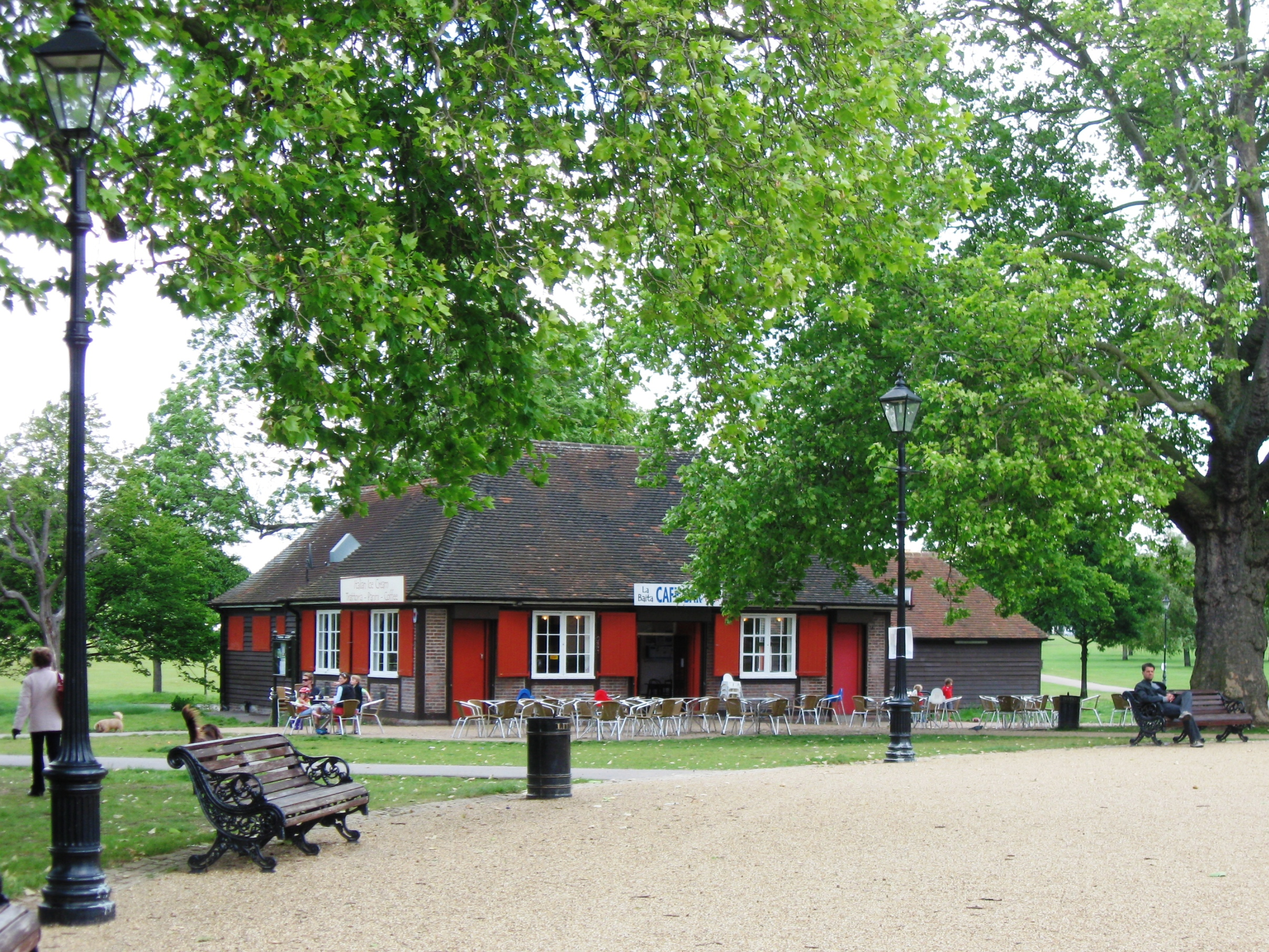
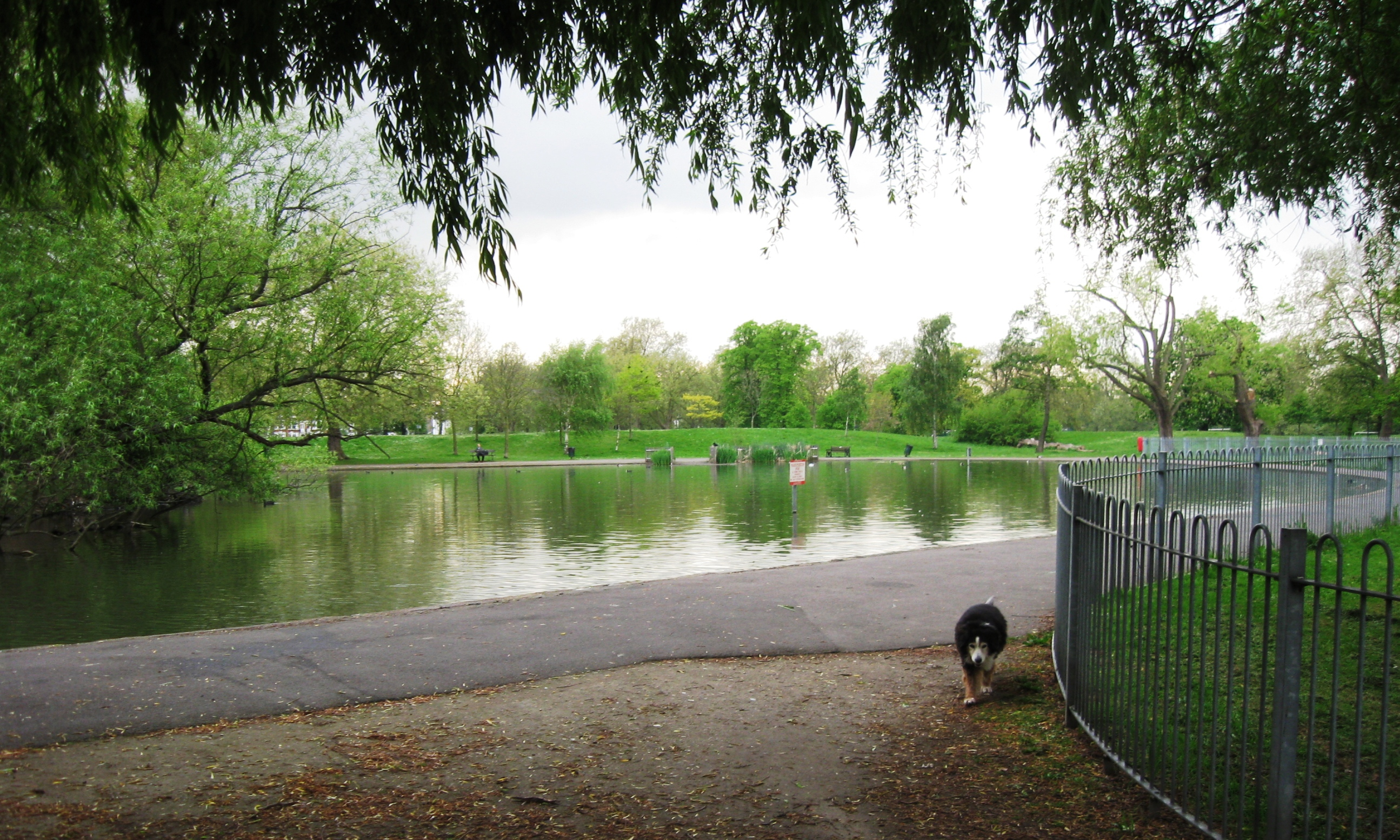
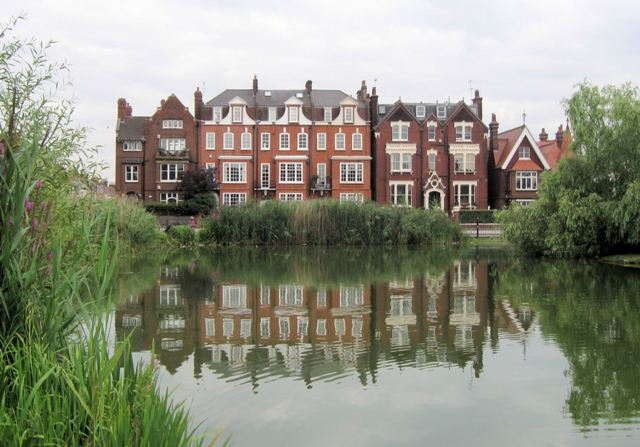
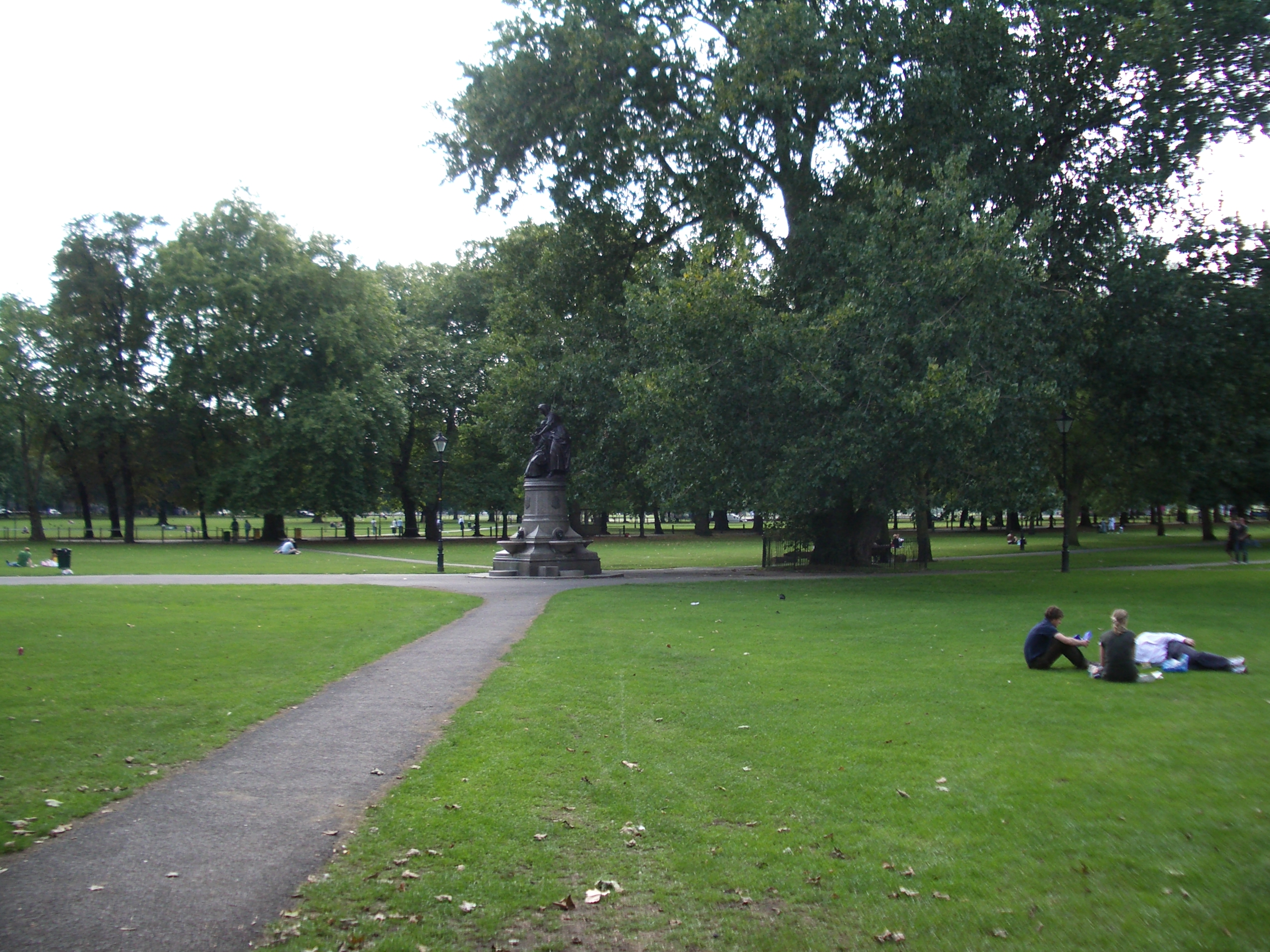
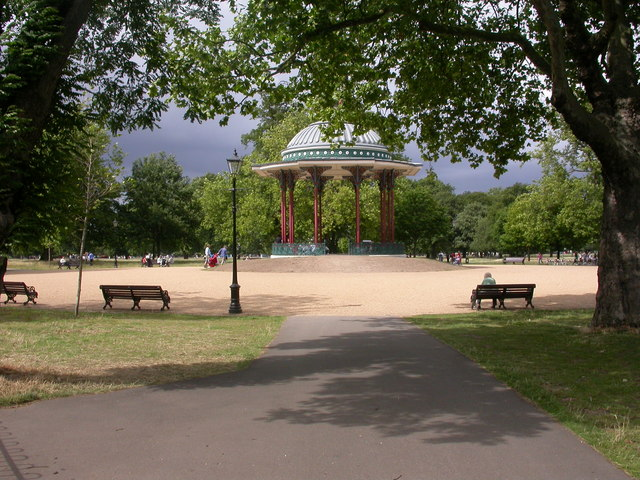
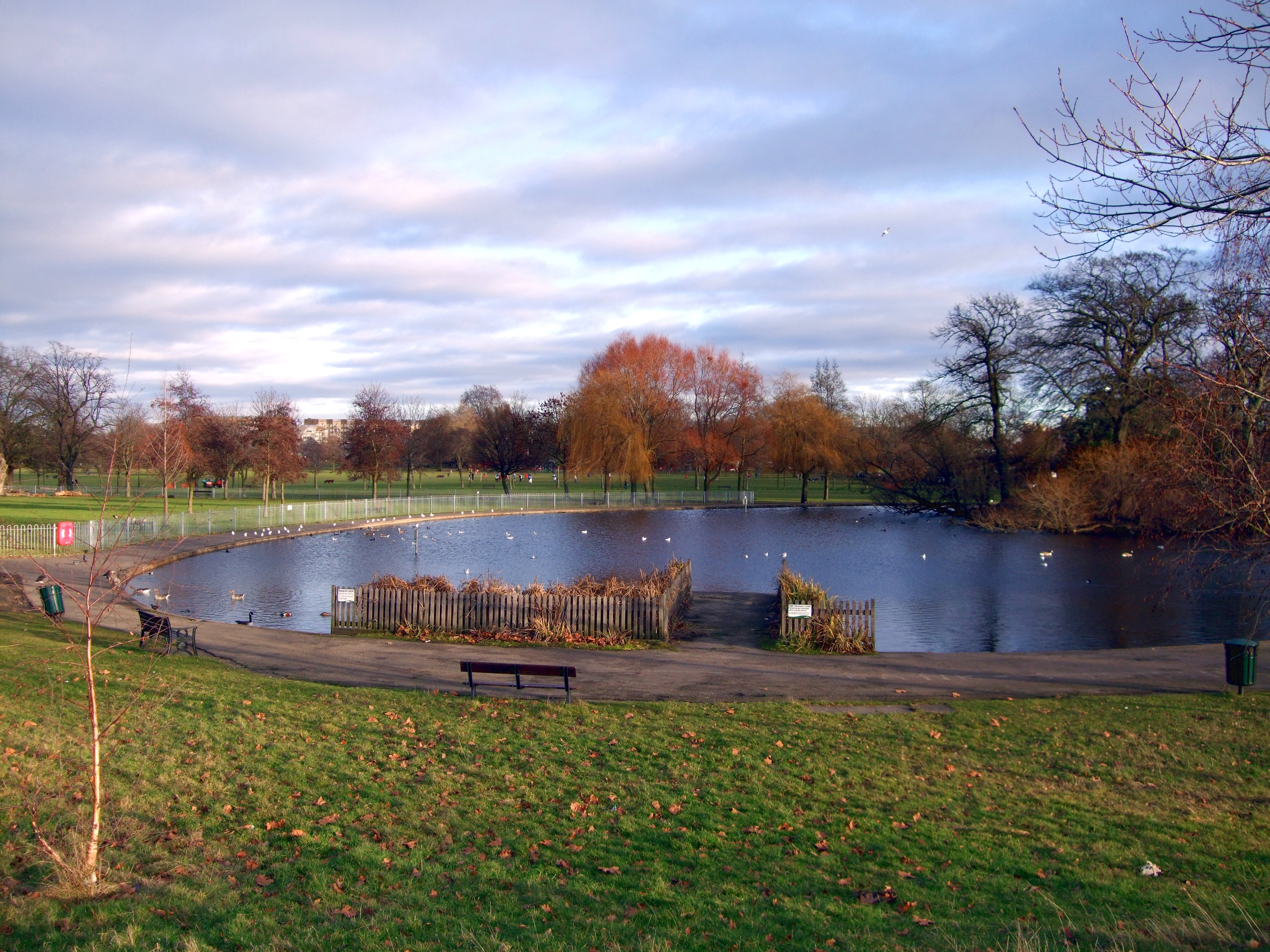
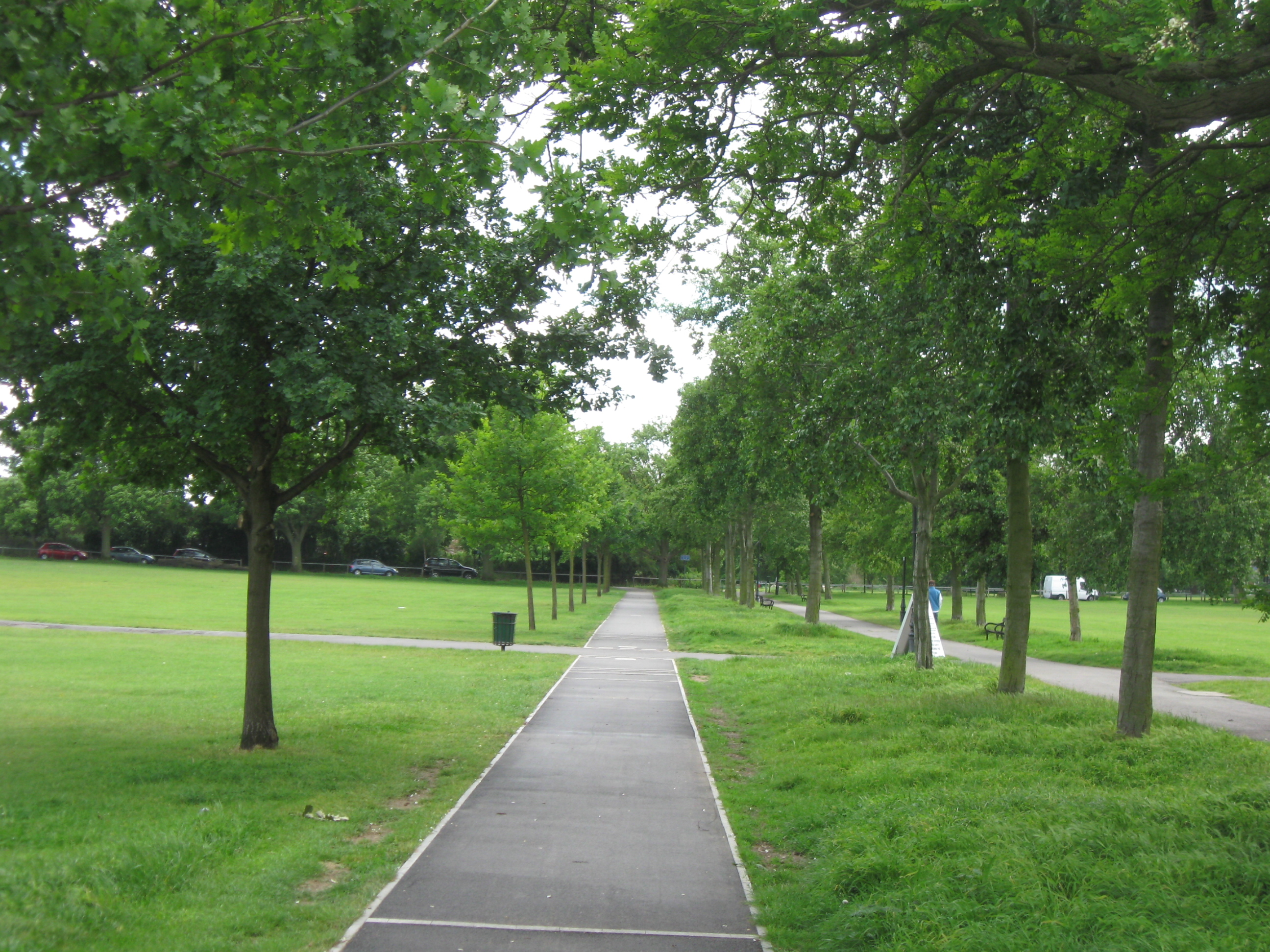
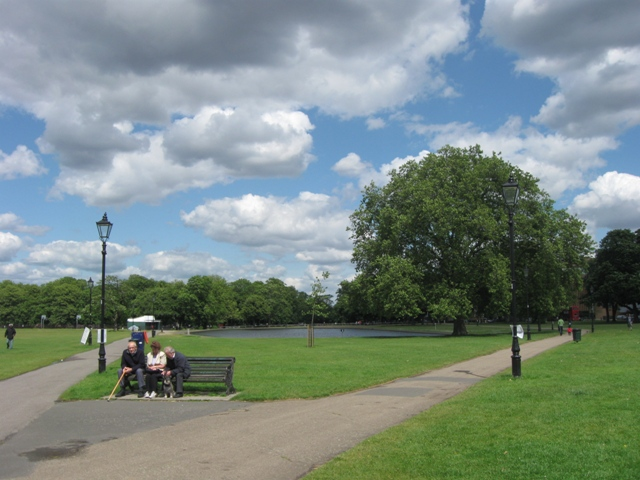